# Unguiculariella bhutanica
Unguiculariella bhutanica är en svampart som beskrevs av K.S. Thind & R. Sharma 1990. Unguiculariella bhutanica ingår i släktet Unguiculariella och familjen Hyaloscyphaceae.   Inga underarter finns listade i Catalogue of Life.